# Épreville-près-le-Neubourg
Épreville-près-le-Neubourg är en kommun i departementet Eure i regionen Normandie i norra Frankrike. Kommunen ligger i kantonen Le Neubourg som tillhör arrondissementet Évreux. År 2022 hade Épreville-près-le-Neubourg 444 invånare.

## Befolkningsutveckling
Antalet invånare i kommunen Épreville-près-le-Neubourg
Referens:INSEE